# سلماز (زهرة)
هُرَّة سَلماز هي زهرة صخرية موسمية تنبت من بين الصخور، وتتميّز بألوانها الزاهية ورائحتها الزكيّة. يتغذّى عليها النحل، وعادةً ما تنمو في المناطق الجبلية الشاهقة وبين الصخور.